# Chayakorn Jutamas
Chayakorn Jutamas (tiếng Thái: ชยกร จุฑามาศ; hay còn gọi là JJ (tiếng Thái: เจเจ), sinh ngày 9 tháng 3 năm 2001) là một diễn viên, người mẫu người Thái Lan lai Thái và Mỹ. Anh được biết qua phim The Gifted (2018), He's Coming To me (2019), Blacklist (2019), 2gether: The Series (2020), The Gifted: Graduation (2020), My Gear And Your Gown (2020).

## Tiểu sử và sự nghiệp

### Tiểu sử
JJ sinh ngày 9 tháng 3 năm 2001 tại Băng Cốc, Thái Lan. Anh có một người anh song sinh là AJ (Chayapol Jutamas).Mẹ của JJ có tên bắt đầu bằng chữ J nên đã đặt tên cho anh là J Junior, đó là lý do tên anh là JJ. Anh từng học mẫu giáo tại trường St. Francis Xavier, học tiểu học tại trường Sarasas Witaed Saimai và học trung học phổ thông tại trường Traimitwitthayalai. Hiện nay, anh đang học cử nhân Khoa nghệ thuật tự do Đổi mới giao tiếp xã hội Đại học Srinakharinwirot.

### Sự nghiệp
JJ ra mắt lần đầu tiên với The Gifted (2018). Năm 2020, anh nhận vai chính đầu tiên trong phim My Gear And Your Gown (2020).
Hiện anh đang làm việc dưới trướng GMMTV.

## Điện ảnh

### Phim truyền hình
| Năm  | Tên phim                             | Vai                 | Ghi chú           | Chú thích     |
| ---- | ------------------------------------ | ------------------- | ----------------- | ------------- |
| 2018 | The Gifted                           | Chanet Saeliu (Joe) | Vai chính         |               |
| 2019 | He's Coming to Me                    | Eak                 | Vai phụ (Tập 2-4) |               |
| 2019 | Blacklist                            | Bacon               | Vai phụ           |               |
| 2020 | 2gether: The Series                  | Ohm                 | Vai phụ           | [ 5 ]         |
| 2020 | Still 2gether                        | Ohm                 | Vai phụ           | [ 6 ]         |
| 2020 | The Gifted: Graduation               | Chanet Saeliu (Joe) | Vai chính         | [ 7 ]         |
| 2020 | My Gear And Your Gown                | Waan                | Vai chính         | [ 8 ]         |
| 2021 | Dek Thai Jai Sue Sat                 |                     | Khách mời         |               |
| 2022 | Enchante                             | Ton                 | Vai phụ           | [ 9 ]         |
| 2022 | Star & Sky Series: Star in My Mind   | Pong                | Vai phụ           | [ 10 ]        |
| 2022 | Star & Sky Series: Sky in Your Heart | Pong                | Khách mời         |               |
| 2023 | Midnight Museum                      | Boss (bạn của Jib)  | Khách mời         | [ 11 ] [ 12 ] |
| 2023 | Home School                          | Mok                 | Vai chính         | [ 13 ] [ 14 ] |
| 2023 | Dangerous Romance                    |                     | Vai phụ           |               |
| 2024 | Highschool frenemy                   | Nate                | Vai chính         |               |

### Phim điện ảnh
| Năm  | Tên phim          | Vai | Ghi chú | Chú thích |
| ---- | ----------------- | --- | ------- | --------- |
| 2021 | 2gether the Movie | Ohm | Vai phụ | [ 15 ]    |

### TV Show
| Năm  | Tên show                                 | Ghi chú                                           | Chú thích |
| ---- | ---------------------------------------- | ------------------------------------------------- | --------- |
| 2018 | School Rangers                           | Khách mời (Ep. 99-101, 106-107, 141-142, 145-146) |           |
| 2018 | Cougar on the Prowl Season 2             | Khách mời (Ep. 8)                                 |           |
| 2019 | Arm Share                                | Khách mời (Ep. 83)                                |           |
| 2020 | Play2gether                              | Khách mời (Ep. 4)                                 |           |
| 2021 | AJ&JJ's Journey                          | Host chính                                        |           |
| 2021 | The Harvest Season: The Season to Travel | Khách mời (Ep. 3-4)                               |           |
| 2021 | Live At Lunch: Friend Lunch Friend Live  | Khách mời                                         |           |
| 2021 | Safe House 2: Winter Camp                | Thành viên chính thức                             | [ 16 ]    |
| 2022 | Young Survivors                          | Khách mời (Ep. 5)                                 |           |
| 2022 | Super Match                              | Khách mời (Ep. 11)                                |           |